# Fritz Riemann (joueur d'échecs)
Pour le psychologue, voir Fritz Riemann.
Fritz Riemann est un joueur d'échecs allemand né le 2 janvier 1859 à Weistritz près de Schweidnitz en Prusse et mort le 25 novembre 1932 à Erfurt. Il était élève de Adolf Anderssen et remporta un tournoi à Leipzig en 1888, ex æquo avec Curt von Bardeleben, devant Jacques Mieses, Theodor von Scheve et Siegbert Tarrasch. Après ce tournoi, il se retira des compétitions du fait de problèmes de santé.

## Congrès allemands
Fritz Riemann participa à quatre congrès de la fédération allemande (DSB).
- 1879 : cinquième du premier congrès allemand d'échecs à Leipzig (victoire de Berthold Englisch)
- 1881 : 13e-14e du deuxième congrès allemand à Berlin (victoire de Joseph Henry Blackburne)
- 1883 : 6e-7e du troisième congrès allemand à Nuremberg (victoire de Szymon Winawer)
- 1885 : 8e-9e du quatrième congrès allemand à Hambourg (victoire de Isidor Gunsberg)

## Autres tournois
- 1879 : deuxième du tournoi de Wesselburen avec huit points sur neuf (victoire de Max Bier, 8,5/9)
- 1880 : deuxième du tournoi de Brunswick (victoire de Louis Paulsen)
- 1888 : vainqueur du tournoi de Leipzig (5,5/7), ex æquo avec von Bardeleben.

## Matchs
- 1876 : bat Arnold Schauttlander (5-0)
- 1880 : match nul avec Emil Schallopp (3-3)
- 1888 : match nul avec Ernst Flechsig (de) (5-5)

## Publication
En 1923, Fritz Riemann publia :
- Schach-Erinnerungen des jüngsten Anderssen-Schülers. Mit vielen Diagrammen im Text und einem Bildnis des Verfassers, de Gruyter, Berlin et Leipzig, 1925.